# Leptoperla cacuminis
Leptoperla cacuminis är en bäcksländeart som beskrevs av Hynes 1974. Leptoperla cacuminis ingår i släktet Leptoperla och familjen Gripopterygidae. IUCN kategoriserar arten globalt som sårbar. Inga underarter finns listade i Catalogue of Life.